# حميد أول الدين
حميد أول الدين (بالإندونيسية: Hamid Awaluddin) كان سفير جمهورية إندونيسيا لدى الاتحاد الروسي وبيلاروسيا بين عامي 2008 و2011.

## سيرة شخصية
ولد أول الدين في باري باري في سولاوسي الجنوبية في 5 أكتوبر 1960. بدأت فترة توليه منصبه كسفير إندونيسي في روسيا وبيلاروسيا في 8 أبريل 2008. شغل سابقًا منصب وزير القانون وحقوق الإنسان في إندونيسيا في الفترة من 20 أكتوبر 2004 إلى 8 مايو 2007. انتهت فترة عمله كسفير إندونيسي في روسيا وبيلاروسيا في نوفمبر 2011. في 26 نوفمبر 2011 منح مجلس المفتشين الروس حامد أول الدين جائزة وسام «الفهر» الفخري لدوره في بدء الشراكة بين الاندونيسيين والروس المسلمين.

## المسار المهني
بدأ حياته السياسية في وقت مبكر مع مشاركته في الأنشطة الجامعية. منذ سنواته الدراسية كان ناشطًا في جمعية الطلاب الإسلاميين في ماكاسار في جنوب سولاويزي. التحق بالجامعة في جامعة حسن الدين في ماكاسار وحصل بعد ذلك على درجة الدكتوراه في عام 1998 من الجامعة الأمريكية في الولايات المتحدة قبل أن يصبح وزيراً في الحكومة كان أولالدين عضواً في لجنة الانتخابات الإندونيسية.
كان حميد أيضا كبير المفاوضين وممثل الحكومة الإندونيسية في المفاوضات التي أدت إلى توقيع مذكرة تفاهم لتسوية السلام مع حركة أتشيه الحرة في هلسنكي في أغسطس 2005.